# Lajos Szabó
Lajos Szabó (ur. 23 kwietnia 1956 w Berettyóújfalu) – węgierski zapaśnik walczący w stylu wolnym. Olimpijczyk z Moskwy 1980, gdzie zajął czwarte miejsce w kategorii 52 kg.
Piąty na mistrzostwach świata w 1979. Wicemistrz Europy w 1981 i 1982 roku.
- Turniej w Moskwie 1980

Pokonał Luisa Ocañę z Kuby, Petre Ciarnău z Rumunii i Nandzadyna Bürgedaa z Mongolii, a przegrał z Władysławem Stecykiem i Nermedinem Selimowem z Bułgarii.